# Банка
Банка (кредитна институция) е акционерно дружество, което извършва публично привличане на влогове или други възстановими средства и предоставя кредити или друго финансиране за своя сметка и на собствен риск.
Неговата основна функция е да предлага услуги, свързани със съхранение на ценности и кредитиране. Еволюцията на банките започва от древните градове държави, минава през някогашните антични търговци на пари и лихвари, и продължава и днес, когато банката е финансова институция, предлагаща широк кръг от финансови услуги.
В наши дни терминът банка обикновено се използва за институция, която притежава банков лиценз, издаден от съответната институция за финансов надзор. Той дава право за извършване на най-фундаменталните банкови услуги като приемане на депозити и даване на заеми. Съществуват и финансови институции, които извършват някои банкови услуги, без да покриват юридическото определение на банка.
Думата банка идва от италианското banca, което на свой ред идва от немски и означава пейка. Терминът банкрут идва аналогично от banca rotta, което означава банка, прекратила дейността си, като нейната пейка е счупена физически. Заемодателите в Северна Италия първоначално работели на улицата или в големи зали, където всеки заемодател имал собствена пейка или маса.
Обикновено банките извличат печалба от такси върху финансовите услуги и от лихви върху раздадените заеми.

## История
Предшественикът на банковата система може да се намери във Вавилон преди повече от 3000 г. Причината за откриването му е златото. Тъй като за притежателите на злато е било неудобно да носят със себе си тежкия метал, те го оставяли на съхранение у някой свой приятел, на когото се доверявали. Той от своя страна им давал къс пергамент или кожа със своя подпис или печат. По-късно всеки, който представи тази „разписка“ на пазача, може да получи златото.
С течение на времето тази система става по-популярна. Специални и все по-квалифицирани хора стават пазачи на златото и те започват да съхраняват съкровищата на повечето богаташи. В търговските си сделки притежателите на злато започват да обменят помежду си тези разписки, поради което вече не е необходимо златото да се изтегля от пазача. Става само прехвърляне и смяна на собственика. По този начин у пазача се натрупват злато и скъпоценности. Въпреки че скъпоценният метал не им принадлежи, пазачите започват да го дават на заем на други търговци, които им изплащат някакъв процент за използването му. По-късно тези пазачи на скъпоценности стават известни под името лихвари.
Първата частна банка в България е основана през 1881 г. в Русе. По време на своето съществуване „Гирдап“ е една от двете големи български банки с предимно местен частен капитал, наред с Българска търговска банка (БТБ).

## Видове
- централни банки, осъществяват държавното регулиране на банковата сфера и емисията на парични средства;
- инвестиционни банки, специализирани в инвестициите, най-често на ценни книжа;
- търговски банки, осъществяват разчетно-касово обслужване, депозитни и кредитни операции:
  - универсални банки, осъществяват всички основни банкови операции;
  - специализирани банки, осъществяват само една или няколко вида банкови операции;
  - спестовни банки (каси), специализирани са в привличането на средства от населението.

## Ресурси и активи
Основната дейност на търговските банки е привличането на свободни парични средства от юридически и физически лица и разпределянето им от свое име при условие за възвратимост, срочност и платимост. Така, ресурсите на търговската банка са неотменимо условие за осъществяване на банкови операции.
Ресурси на банката:
- Собствен капитал (има безвъзвратен характер) – главното средство на защита, позволяващо на вложителите и кредиторите да получат възместяване при загуба на ликвидност на банката:
  - уставен капитал;
  - фондове, образувани за сметка на печалбата от предишни години;
  - емисионен доход (положителната разлика между цената на акциите на банката и тяхната номинална стойност).
- Привлечени средства:
  - депозити на клиенти – юридически и физически лица;
  - междубанкови кредити;
  - ценни книги на банката.

Активи на банката са обекти от счетоводния баланс, отразяващи разполагането и използването на ресурсите на банката. Активите се групират:
- по предназначение;
- по ликвидност;
- по степента на риска;
- по срока на разположение;
- по субектите.

Според предназначението си активите се делят на:
- Касови активи:
  - налични парични средства в касата;
  - Благородни метали и скъпоценни камъни;
  - кореспондентски сметки в централната банка и други банки;
  - средства, прехвърлени във фонда за задължителните минимални резерви на централната банка.
- Ликвидни активи (работещи; доходни; оборотни; рискови активи):
  - кредити, дадени на юридически и физически лица;
  - междубанкови кредити;
  - краткосрочни вложения в ценни книги.
- Инвестиционни активи:
  - акции, придобити за инвестиране;
  - средства, внесени в уставните капитали на юридическите лица;
  - вложения в дъщерни банки.
- Капитализирани активи, т.е. имуществото на банката;
- Други активи (дебитна задлъжнялост, транзитни сметки и др.).

## Най-големи банки в света
10-те най-големи банки по размер на активите са:
1. Китайска промишлена и търговска банка;
2. HSBC;
3. Deutsche Bank;
4. Crédit Agricole;
5. BNP Paribas;
6. Mitsubishi UFJ Financial Group;
7. Barclays;
8. JPMorgan Chase;
9. China Construction Bank;
10. Japan Post Bank.

## В България
Към 22 декември 2023 г. в България има 17 банки и 6 клона на чуждестранни банки, а именно:
- „УниКредит Булбанк“ АД;
- „Банка ДСК“ ЕАД;
- „Обединена българска банка“ АД;
- „Юробанк България“ АД;
- „Алианц Банк България“ АД;
- „Ти Би Ай Банк“ ЕАД;
- „Първа инвестиционна банка“ АД;
- „Българо-американска кредитна банка“ АД;
- „ПроКредит банк (България)“ ЕАД;
- „Търговска банка Д“ АД;
- „Токуда Банк“ АД;
- „Инвестбанк“ АД;
- „Централна кооперативна банка“ АД;
- „Общинска банка“ АД;
- „Българска банка за развитие“ АД;
- „Интернешънъл Асет Банк“ АД;
- „Тексим Банк“ АД.

Чуждестранни банки с клонове в Република България:
- ING Groep;
- Citigroup;
- BNP Paribas;
- BNP Paribas Personal Finance;
- Ziraat Bankası;
- Varengold Bank.